# Lost Worlds
Lost Worlds è una serie di librogame progettati da Alfred Leonardi e originariamente pubblicati dalla Nova Game Designs nel 1983. Il gioco ha avuto molti editori, tra cui Chessex, Emithill, Flying Buffalo e Greysea. Nel 1984, Lost Worlds vinse il Charles Roberts per "Best Fantasy Boardgame of 1983".

## Svolgimento del gioco
Ogni librogame rappresenta un personaggio fantasy (per esempio "scheletro con spada", Fighter-Mage, Cave Troll, ecc) e contiene una scheda separata che riporta le informazioni base del personaggio (altezza, peso, ecc..), un elenco delle sue mosse e una tabella che incrociando la propria mossa con quella dell'avversario indica la pagina a cui recarsi. Ogni giocatore sceglie il proprio personaggio (cioè il librogame) tra quelli a disposizione e lo consegna all'avversario trattenendo la scheda. Le pagine del libretto funzionano quindi da riferimento visivo della posizione dell'avversario.
In ogni turno (fase di combattimento) ogni giocatore sceglie segretamente un'azione dalla sua scheda, limitato dai risultati del turno precedente. I giocatori rivelano quindi simultaneamente l'azione scelta all'avversario. Ognuno incrocia la sua azione con quella dell'avversario sulla scheda e visita la nuova pagina del libro per determinare il risultato dell'azione. Questi possono essere una ferita (cioè la perdita di punti ferita) così come restrizioni sulla mossa successiva dell'avversario (che gli devono essere letti ad alta voce). Vince il primo giocatore che riduce il personaggio dell'avversario a zero punti ferita.
Ulteriori opzioni vengono aggiunte dai poteri speciali di alcuni personaggi, per esempio il Cave Troll e l'Unicorn possono rigenerarsi; diversi personaggi come il Fighter-Mage possono usare incantesimi (sebbene esistano tre differenti sistemi di incantesimi, pubblicati da editori diversi); diversi possono infettare un avversario con un veleno o una malattia che causa automaticamente danni ad ogni round di combattimento. Alcuni personaggi possono volare, altri hanno armi magiche.
Oltre alla magia (rappresentata da carte), esistono anche carte per tattiche e per fortuna e i personaggi possono avere accesso ad esse secondo le loro statistiche.

## Risorgenza
Una breve risorgenza nei libri pubblicati avvenne nel 2004, quando furono pubblicati cinque nuovi titoli (quattro di essi di un nuovo licenziatario, la 1% Inspiration Games) e ulteriori due nel giugno 2005 (entrambi illustrati da foto, piuttosto che da immagini) e alcuni altri all'inizio del 2007 e del 2008. La maggior parte dei libri più vecchi sono ormai fuori stampa, sebbene la Flying Buffalo affermi di avere la licenza per ristamparli tutti, ma non può farlo per ragioni di volumi di stampa minimi.

## Spinoff
A partire dal 2005 la Hobby Japan ha stampato sul licenza in Giappone una linea di librogame chiamata Queen's Blade illustrata con personaggi femminili che utilizzano il sistema di combattimento di Lost Worlds. Oltre venti libri (ed almeno una dōjinshi)  sono stati stampati, sebbene generalmente consistano di nuove illustrazioni che però riutilizzano le matrici di combattimento esistenti. Alla data del dicembre 2007 è stata introdotta una nuova serie, Queen's Gate, in cui compaiono personaggi dei media televisivi e nell'ottobre 2008 la Hobby Japan ha annunciato ulteriori quattro personaggi (la serie Queen's Blade Rebellion).
Il sistema di combattimento mediante matrice è stato utilizzato da altri editori, tra cui i Battlebook della Marvel Comics in cui compaiono supereroi  e la linea Warhammer Warriors della Games Workshop